# 炭素当量
炭素当量（たんそとうりょう、equivalent carbon content）は、鉄の合金の成分元素の配合比率から、得られる最大の硬度と溶接性を見積もる方法である。炭素と他の合金成分、例えばマンガン、クロム、ケイ素、モリブデン、バナジウム、銅、ニッケルなどの配合量が多ければ多いほど、硬さは向上し、溶接性は劣化する。
それぞれの影響の大きさは元素によって異なるが、異なる成分の鋼の比較のために、炭素の影響度に換算して比較する。炭素当量が最も一般的であるが、ニッケル、クロムの量に換算する、ニッケル当量、クロム当量も使われる。
JISで規定されている炭素当量Ceq(%)を算出する式は、
{\displaystyle C_{eq}=C+{\frac {Si}{24}}+{\frac {Mn}{6}}+{\frac {Ni}{40}}+{\frac {Cr}{5}}+{\frac {Mo}{4}}+{\frac {V}{14}}}
である。